# Csehi
Csehi é um município da Hungria, situado no condado de Vas. Tem 9,34 km² de área e sua população em 2015 foi estimada em 238 habitantes.